# Mực nang vân hổ
Mực nang vân hổ (Sepia pharaonis) là loài mực nang lớn, với chiều dài đạt 42 cm và nặng 5 kg. Khi được nuôi trong phòng thí nghiệm, con đực đạt kích cỡ tối đa 16,2 cm và con cái đạt 15,5 cm.

## Sinh thái

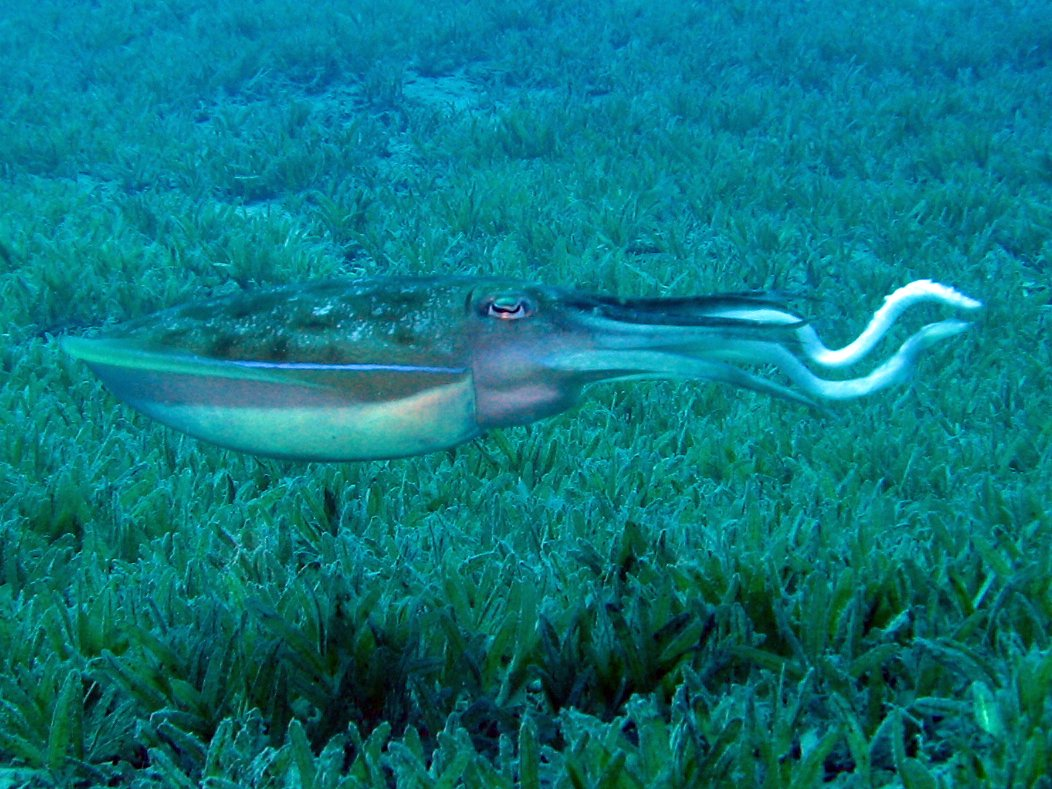
Mực nang vân hổ chụp ở Ai Cập

Mực nang vân hổ là loài bản địa ít nhất là tại Ấn Độ Dương, gồm cả biển Đỏ và vịnh Péc xích. Loài mực này thường cư trú ở độ sâu 130 m. Chúng đi săn vào ban đêm, bơi đến khu vực cạn hơn có nhiều cá nhỏ, cua và đôi khi mực nang khác.

## Hình ảnh

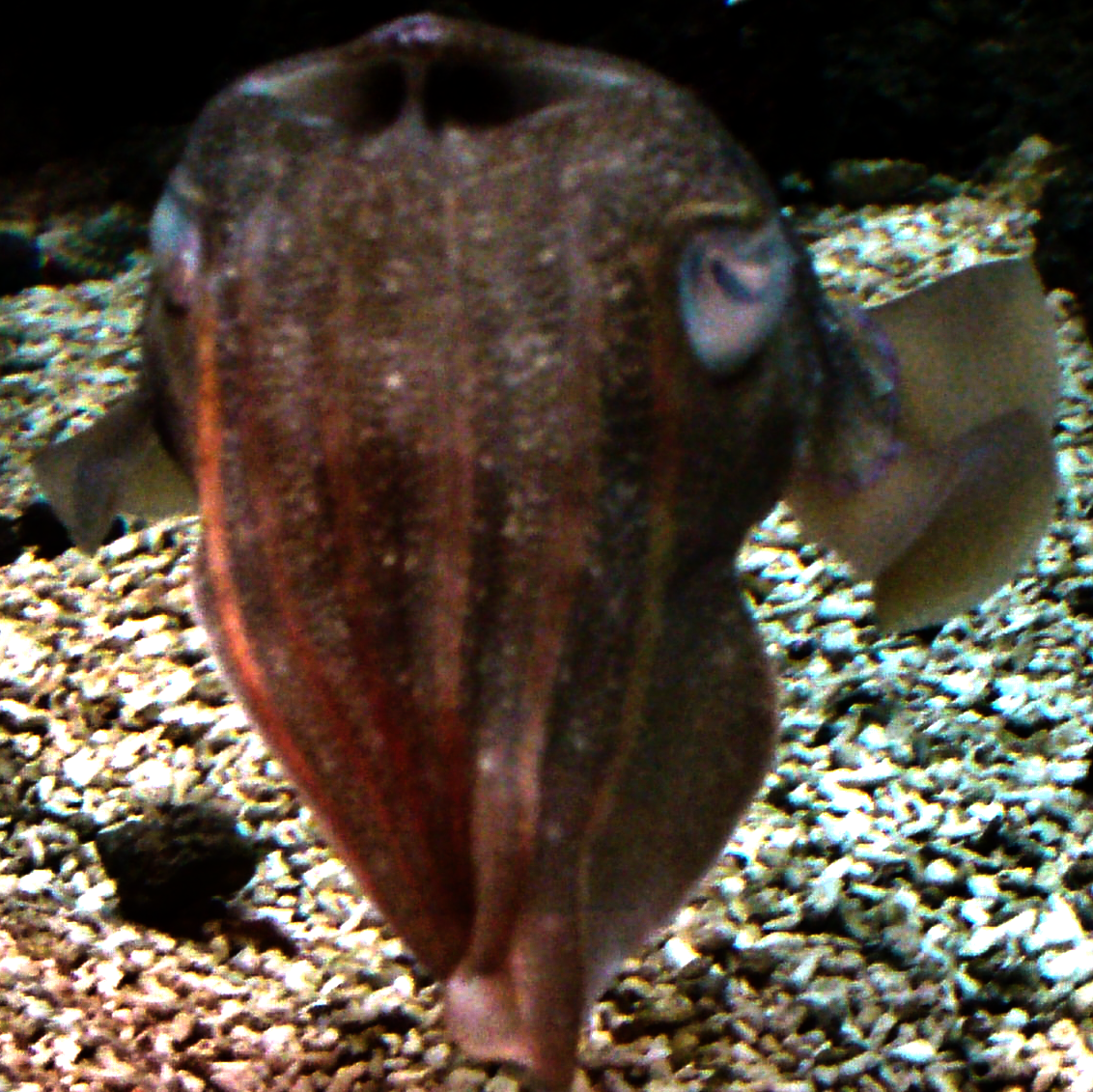
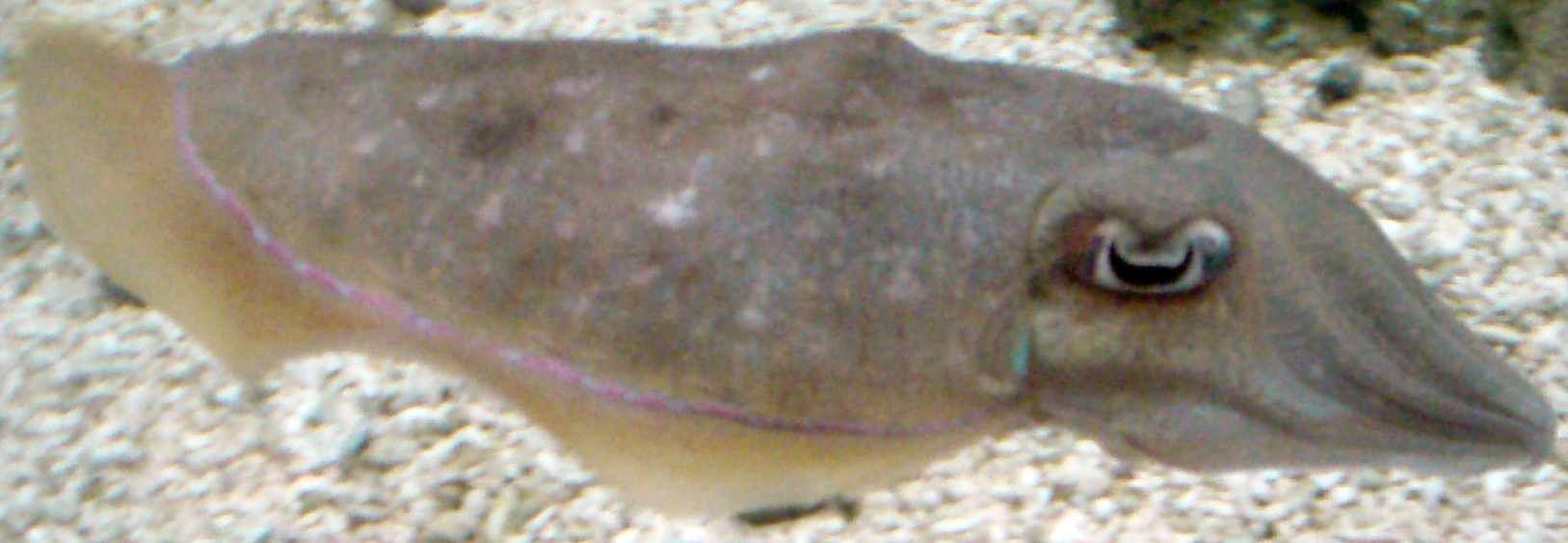